# Blüemlisalp
Cet article possède un paronyme, voir Blümlisalp (homonymie).
Le Blüemlisalp, parfois orthographié Blümlisalp, est une montagne des Alpes bernoises dans le canton de Berne, en Suisse.

## Géographie

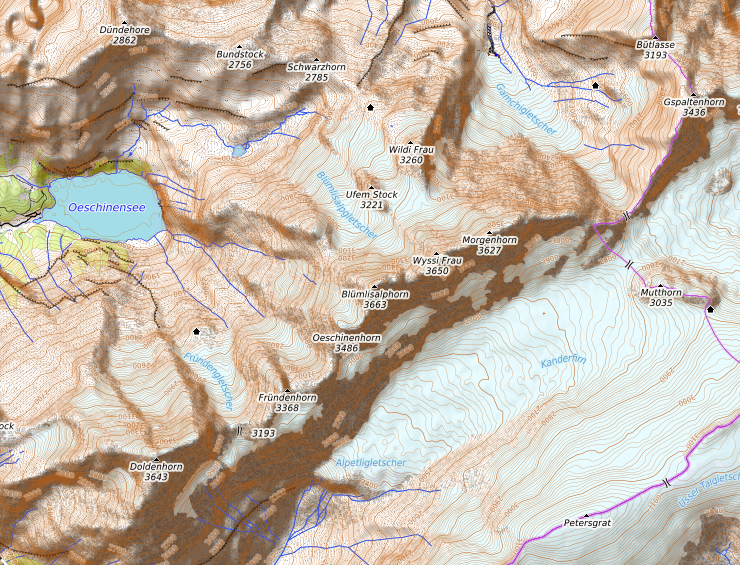
Carte topographique du Blüemlisalp.

Les principales cimes de cette montagne des Alpes bernoises sont, d'ouest en est, le Blüemlisalphorn, d’altitude 3 661 m, la Weisse Frau (aussi appelée Wyssi Frau, 3 648 m) et le Morgenhorn (3 623 m). La Wildy Frau, ou Wildi Frau, (3 260 m), le Blüemlisalp-Rothorn (3 297 m) et le Stock (ou Ufem Stock, 3 221 m) sont trois cimes secondaires situées au-devant de la face nord.
Les grosses corniches et glaces de la face nord alimentent le glacier de Blüemlisalp, qui draine l'Oeschinensee. Au sud-est de la montagne se trouve le Kanderfirn, qui donne naissance à la rivière. Au nord-ouest naît le Gamchigletscher, où plusieurs affluents de la Kander prennent leur source.

## Histoire
La première ascension du Blüemlisalphorn est réalisée le 27 août 1860 par une expédition composée des guides Melchior Anderegg, Fritz Ogi, Pierre Simond et des Anglais Robert Liveing, Leslie Stephen et J.K. Stone. Partis à deux heures du matin, ils atteignent la crête près de Dündengrat à quatre heures et quart. Après avoir passé des champs de neige et le glacier de Blüemlisalp situé entre l'Ufem Stock et la Wildy Frau, ils passent au sud de ce dernier et arrivent à une dépression se trouvant entre le Blüemlisalp-Rothorn et le sommet principal vers six heures. Ils sont au sommet du Blüemlisalphorn deux heures plus tard. Stephen écrit : « Nous avons atteint le sommet à huit heures et avions une vue grandiose sur les pieds des falaises du glacier de Tschingel, tout comme sur le plateau suisse et un panorama général semblable à celui des Altels, retour facile à Kandersteg à quatorze heures »,.
La face nord de ce même sommet, longue de 450 m et d'une inclinaison moyenne de 45° avec des passages à 70°, est gravie pour la première fois le 1er juillet 1924.

## Culture populaire

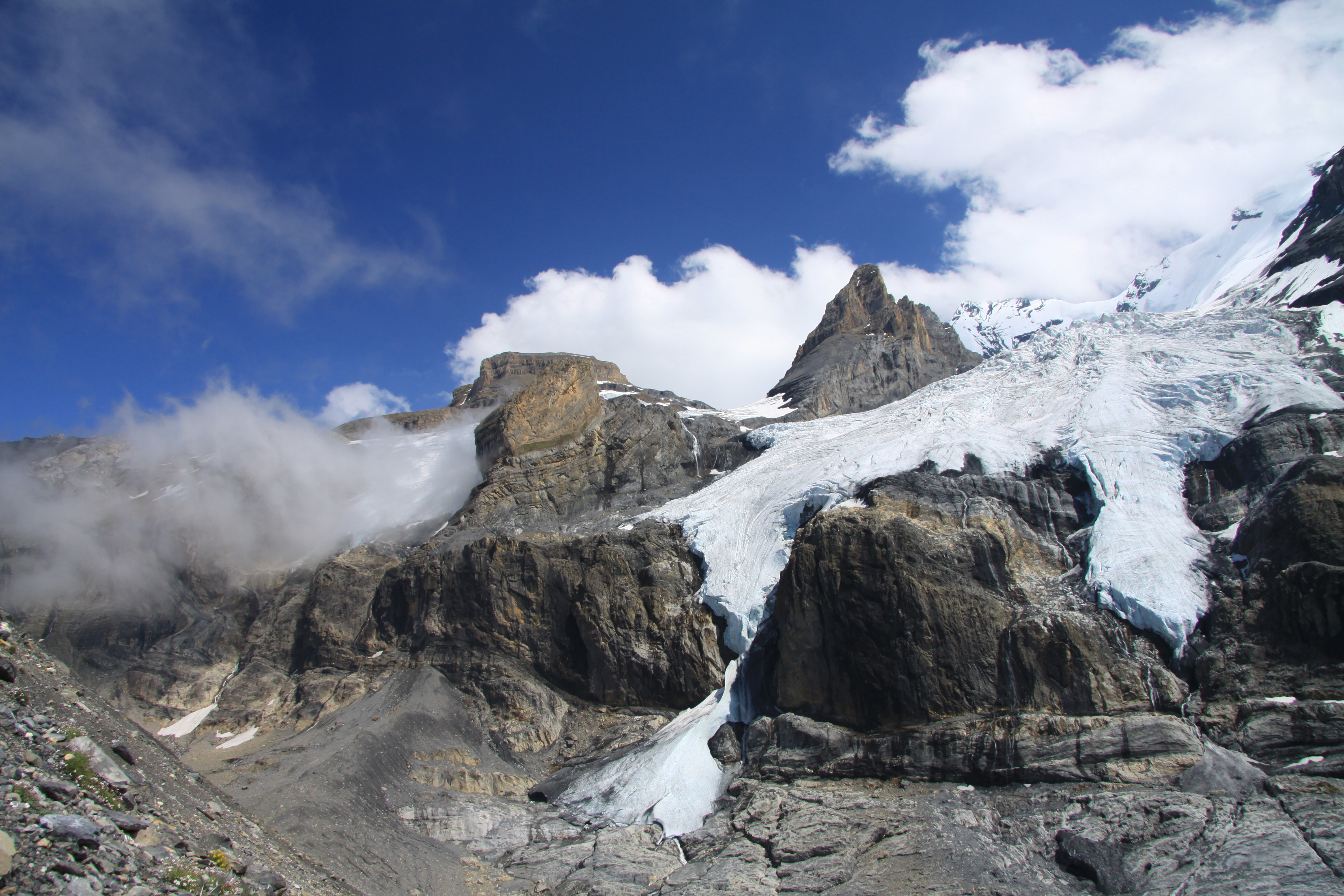
Glacier de Blüemlisalp avec la Wildi Frau (centre gauche) et l'Ufem Stock (centre droit).

Dans sa nouvelle Der Winterkrieg in Tibet, l'auteur suisse Friedrich Dürrenmatt compare ironiquement le Blüemlisalp à un grand bunker dans lequel les députés suisses pourraient continuer leur travail sans être dérangés par la guerre mondiale toute proche.
Le chanteur Polo Hofer fait également apparaître le Blüemlisalp dans sa chanson Alperose.
Le Blüemlisalp a également donné son nom à un bateau, le Blümlisalp et à la section thounoise du Club alpin suisse.